# Черниш Наталія Йосипівна
Черниш Наталія Йосипівна (30 березня 1948 р., Львів) — український соціолог, перший доктор соціологічних наук в Україні (1991), кандидат філософських наук (1976), доцент (1980), професор (2001). Заслужений професор Львівського університету (2012).

## З життєпису
У 1971 році закінчила з відзнакою історичний факультет ЛДУ ім. І. Франка (з 1999 р. Львівський національний університет імені Івана Франка). У 1971—1973 рр. — асистент кафедри філософії тодішнього Львівського політехнічного інституту. З 1973 по 1976 рр. — аспірант кафедри філософії Львівського універистету ім. І. Франка. У 1976 р. захистила кандидатську дисертацію на тему «Відображення національних відносин в соціальній психології людей» (науковий керівник — професор Веремеєва О. П.).
З 1977 по 1988 рр. — доцент кафедри філософії ЛДУ ім. І. Франка, у період з 1978 по 1988 рр. — завідувач соціологічною лабораторією при цій же кафедрі. У 1988—1990 рр. переведена на посаду старшого наукового співробітника для завершення роботи над докторською дисертацією на тему «Зрілість свідомості молоді як філософсько-соціологічна проблема» (наук. консультант — проф. Якуба О. О.), яку захистила у червні 1991 р. у Харківському національному університеті. У 1990—1994 рр. — доцент, а у 1994—1995 рр. — професор кафедри теорії та історії культури ЛНУ імені Івана Франка. З 1995 по 2002 р. — професор кафедри етнології ЛНУ імені Івана Франка. Зі створенням кафедри історії та теорії соціології на історичному факультеті ЛНУ ім. І. Франка (грудень 2002 р.) Наталія Йосипівна виконує обов'язки завідувача цієї кафедри (квітень 2002 р.), а з 1 квітня 2004 р. призначена на посаду завідувача кафедри історії та теорії соціології терміном на 7 років за контрактом.
Станом на сьогдні, Черниш Н. Й. — член Вченої ради історичного факультету, заступник голови спеціалізованої Вченої ради із захисту дисертацій у ділянці політичних наук ЛНУ ім. І. Франка, член спеціалізованої Вченої ради із захисту дисертацій з державного управління Львівського регіонального інституту державного управління Національної академії державного управління при Президентові України, головний редактор «Вісника Львівського університету. Серія соціологічна», член редколегії часопису «Суспільна політика та стратегічний менеджмент».
Наталія Черниш має багатий досвід дослідницької та викладацької роботи в університетах США і Канади — у 1989 та 1990 рр. перебувала на науковому стажуванні в Канадському інституті українських студій та на соціологічному факультеті університету Альберти (м. Едмонтон, Канада); у 1993 р. — на викладацькій роботі у Центрі російських та східноєвропейських студій університету Мічигану (м. Ен-Арбор, США); у 1997 р. викладала на соціологічному факультеті Канзаського універистету (м. Лоренс, США) як почесний професор, лауреат наукової відзнаки Фулбрайта; у 1999 р. продовжувала викладання у цьому ж університеті; у 2000 р. здійснювала дослідницьку діяльність спільно з соціологами Канзаського університету. У 2002 р. виборола наукову відзнаку фундації І. Коляски і підготувала третє видання свого підручника в Канадському інституті українських студій університету Альберти. У 2005 р. під час наукового стажування у Канзаському університеті брала участь у розробці спільної магістерської програми з північноамериканських студій.
Наталія Черниш досліджує історію світової та української соціологічної думки, етнонаціональні та політичні процеси і явища в сучасній Україні, формування соціальних та етнічних ідентичностей. Вона є автором понад 70 наукових праць, зокрема монографій і підручників.
Сфера наукових зацікавлень: теоретична соціологія, історія української та зарубіжної соціології, етносоціологія та соціологія нації, розвиток етнічних процесів у сучасному українському суспільстві, соціологія регіоналізму, соціологія ідентичності, соціологія глобалізації.

## Основні праці
- Соціологія: Підручник / за ред. В. М. Пічі. — Вид.4-те. — Львів, 2007 (у співавторстві).
- Варіації на тему ідентичності для соціокультурного оркестру // Соціологія: Теорія, методи, маркетинг. — 2007. — № 1. — С. 33–50 (у співавторстві).
- Dynamika rozwoju tożsamości w Ukrainie. Przykład Lwowa і Doniecka, 1994—2004 // Nowa Ukraina. Rozłam pogranicza. Zeszyty historyczno-politologiczne. 2006. # 2. — Ss. 97–109.
- Основні поняття й положення соціокультурного підходу та специфіка вивчення їх у соціології // Соціологія: Теорія, методи, маркетинг. — 2006. — № 1. — С. 37–54 (у співавторстві).
- Соціокультурний підхід у соціогуманітарних науках: Обмін сенсами // Соціологія: Теорія, методи, маркетинг. — 2005. — № 4. — С. 92–104 (у співавторстві).
- Здобутки та результати дослідження // Подвійний диплом: Професійні кар'єри та соціальна адаптація. — К., 2005. — С. 45–98 (у співавторстві).
- Specyfika stosunku ludności Ukrainy do żydów: przeszłość і teraźniejszość, problemy i perspektywy // Antysemityzm w Polsce i na Ukrainie / Pod red. Ireneusza Krzemińskiego. — Warszawa, 2004. — Ss. 171—186.
- Соціологія: Курс лекцій. — Вид.4-те, доповнене і перероблене. — Львів, 2004.
- Одна, дві чи двадцять дві України // Дух і Літера. — 2003. — № 11–12. — С. 6–21.
- Соціологія: Курс лекцій. — 3-тє видання. — Львів, 2003.
- Чи можлива сучасна соціологія без Нейла Смелзера? // Смелзер Н. Дж. Проблематика соціології. — Львів, 2003. — С. 5–17.
- Соціологія: Курс лекцій / за ред. В. Пічі. — Львів, 2002 (у співавторстві).
- Сучасна культурна антропологія у США // Народознавчі зошити. — 2001. — № 3. — С. 394—402.
- Львівщина на порозі XXI століття: Соціальний портрет. — Львів, 2001 (у співавторстві).
- A Brief History of Russian Soviet and Post Soviet Sociology University of Kansas Press: Lawrence, 1999.
- Львівщина-98: Соціальний портрет в загальноукраїнському контексті. — Львів, 1999 (у співавторстві)
- Соціологія: Курс лекцій. — 2-ге вид. — Львів, 1998.
- Чи можливе громадянське суспільство в Україні? // Українські варіанти. — 1998. — № 1. — С. 12–21.
- Політичні трансформації в Україні у 90-х роках // Польща-Німеччина-Україна в Європі. — Ряшів, 1998. — С. 45–58.
- Вибори-98: Партії й електорат у передвиборчий період. —Львів, 1998.
- Регіоналізм в сучасній Україні: нові тенденції та явища // Ставропігіон. Політологічний центр «Генеза». Щорічник. — Львів, 1997. — С. 141—144.
- Соціологія: Курс лекцій: У 6-ти част. — Львів, 1996.